# DSB ME sorozat
A DSB ME sorozat egy dán Co'Co' tengelyelrendezésű dízelmozdony-sorozat. Magyarországon „Viking” vagy „Henschel mozdony” néven vált ismertté. A sorozat mozdonyait a DSB üzemeltette. Összesen 37 db-ot készített belőle a német Henschel a BBC-vel, GM-EMD-vel és a Scandia Randers-szel kooperációban 1981 és 1983 között, és 1986-ban. A sorozatgyártásban az első AC hajtású mozdonyok közé tartoztak, 2017-ben még 33 egység üzemelt. 2020-tól a DSB megkezdte az új Vectron mozdonyok üzembe állítását, megkezdődött az ME sorozat értékesítése, és 2021 novemberéig kilenc darabot adtak el. Bár külsőre nem hasonlít rá, a DSB ME műszakilag szinte teljesen azonos a NSB Di 4 sorozatával. 2024-től - elsősorban a Börgönd–Szabadbattyán–Tapolca-vasútvonal nem villamosított szakaszának vontatási feladataira - a MÁV Rail Tours 15 darabot bérel a svéd Nordic ReFinance cégtől, melyek közül kettőt a MÁV Railtours, a fennmaradó tizenhárom mozdonyt a MÁV Személyszállítási Zrt. használ.

## Történet

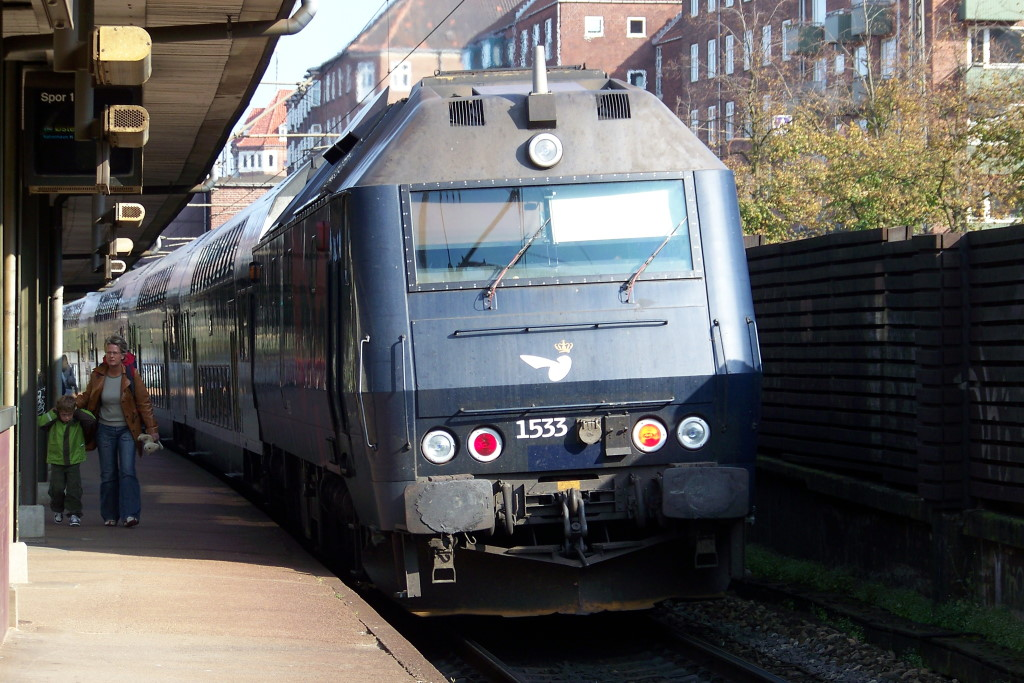
Egy DSB ME emeletes vonatával Valby állomáson

A mozdonyokat az 1980-as évek elején a dániai Sjælland sziget nehezebb regionális járatainak vontatására tervezték, leváltva az akkoriban használt régi gördülőállomány nagy részét.
Az első egység, az 1501-es, sok év késéssel, 1981-ben érkezett meg. Három évvel később, 1983-ban a DSB összesen 30 egységet vett át. Bár komoly gondok voltak a mozdonyokkal, a DSB megoldást talált a problémákra, és 1985-ben további hét egységet szállítottak le a vasút vállalatnak.
2017-ben 33 egység még mindig szolgálatban volt, hármat selejteztek, egyet pedig a Dán Vasúti Múzeum őriz. Az ME mozdonyokat várhatóan IC3-as szerelvények váltják fel, amikor az IC4-es szerelvények készen állnak az Intercity-járatok átvételére. Az IC4-es szerelvények nagyon megbízhatatlan működésűek, és számos problémájuk van, ezért nem fogják helyettesíteni az IC3-as szerelvényeket az Intercity-járatokban. Ennek eredményeként a DSB 26 új elektromos mozdonyt rendelt, amelyek 2020-ig felváltották az ME mozdonyokat. Az egységeket eredetileg a DSB fekete/piros színére festették, de 2006-ban mindegyiket sötétkékre festették, oldalukon piros mintával. 2016 októberében a DSB elkezdte pirosra festeni a mozdonyokat, hogy illeszkedjenek új emblémájukhoz.
A menetrend váltás miatt 2021. december 11-e volt a sorozat utolsó szolgálati napja a DSB-ben. 12-étől az új menetrendben az addig ME mozdonyok vontatta helyi járatokat teljes egészében az új DSB EB sorozat Vectron és a DSB MG sorozat IC4 szerelvény (København - Kalundborg között) váltja fel. Svédországban a Nordic Re-Finance AB-nél, mint TME sorozat élnek tovább. Ezeket az új ETCS jelzőrendszerrel frissítik, így Dániában, valamint Svédországban és Norvégiában is járhatnak. Kevés egység tartja meg a jelenlegi dán ATC-t, két egység pedig továbbra is Dániában van forgalomban, mivel a Fredericia és Aarhus közötti vonalat még nem villamosították.
A lengyel SKPL Cargo-nak hat mozdonya van, ezek közül az egyik az SU175 jelzést viseli.

## Lásd még
- NSB Di 4